# Bakumpai jezik
Bakumpai jezik (ISO 639-3: bkr), austronezijski jezik koji se govori uz rijeke Kapuas i Barito u provinciji Central Kalimantan (Kalimantan Tengah) u Indoneziji. Pripada užoj baritskoj skupini i južnoj zapadnobaritskoj podskupini koju čini s jezikom ngaju [nij].
Ima oko 100 000 govornika (2003.) i dva dijalekta bakumpai i mengkatip (mangkatip, oloh mengkatip). Leksički mu je najbliži ngaju, 75%. Važan u trgovini.

## Vanjske poveznice
- Ethnologue (14th)
- Ethnologue (15th)